# Paddy McCarthy
Paddy McCarthy est un footballeur irlandais né le 31 mai 1983 à Dublin. Il évoluait au poste de défenseur central.

## Carrière
- 2001-fév. 2005 : Manchester City  Angleterre
  - nov. 2002-mars 2003 : Boston United  Angleterre (prêt)
  - avr. 2003 : Notts County  Angleterre (prêt)
- mars 2005-2007 : Leicester City  Angleterre
- 2007-2008 : Charlton  Angleterre
- 2008-2016 : Crystal Palace  Angleterre
  - oct. 2014-décembre 2014 : Sheffield United  Angleterre (prêt)
  - mars 2015-mai 2015 : Bolton Wanderers  Angleterre (prêt)[1]
  - oct. 2016-décembre 2016 : Preston North End FC  Angleterre (prêt)